# Minnijean Brown Trickey

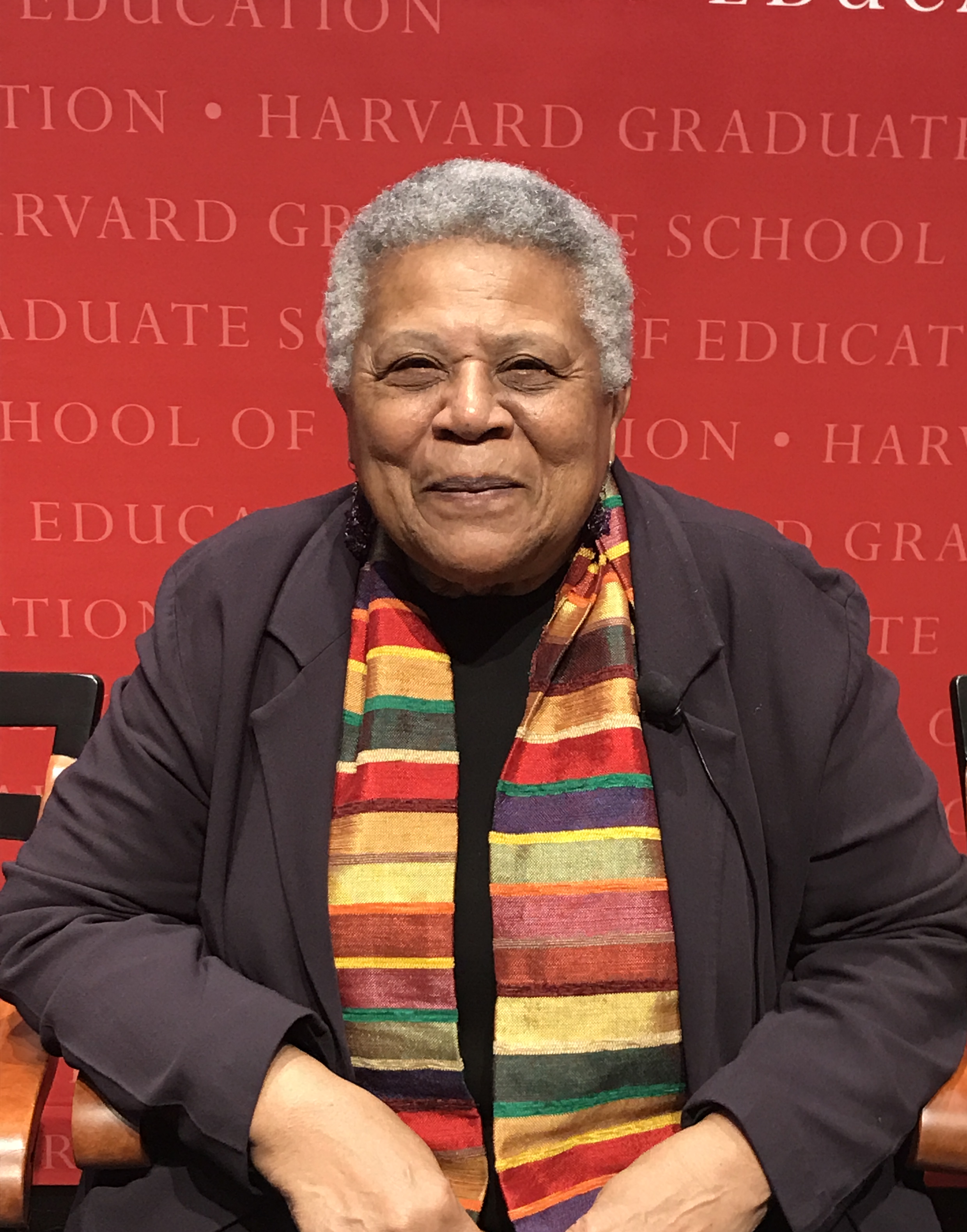
Minnijean Brown Trickey (2018)

Minnijean Brown Trickey (* 11. September 1941 in Little Rock) ist eine US-amerikanische Bürgerrechtlerin und Autorin. Bekannt wurde sie als eine der Little Rock Nine.

## Leben
Minnijean Brown Trickey war die älteste Tochter von Willie Brown, der im Garten- und Landschaftsbau tätig war, und dessen Frau Imogene Brown.
Für den Großteil ihrer Schullaufbahn musste Brown Schulen für schwarze Schüler besuchen, die oft deutlich schlechter ausgestattet waren als die für weiße Schüler. Auch nach dem Urteil des Obersten Gerichtshofs im Fall Brown v. Board of Education, dass die Rassentrennung an Schulen verfassungswidrig sei, ging die Desegregation nur schleppend voran. Erst ein Beschluss des Bezirksgerichts ermöglichte es Pattillo und acht weiteren Schülern – bald bekannt als die Little Rock Nine – 1957 als erste Schwarze die vormals weiße Little Rock Central High School zu besuchen. Trotz der richterlichen Anordnung versuchten rassistisch motivierte Demonstranten und die vom Gouverneur Orval Faubus entsandte Arkansas National Guard die Integration der Central High School zu verhindern. Der Präsident Dwight D. Eisenhower musste zum Schutz der neun Jugendlichen Soldaten der 101st Airborne Division nach Little Rock schicken und die Arkansas National Guard unter Bundeskommando stellen. In der Schule wurden die Little Rock Nine fast täglich gemobbt. Als Brown auf die rassistischen Anfeindungen der anderen Schüler reagierte und eine Klassenkameradin „White Trash“ nannte, wurde sie der Schule verwiesen. Sie machte ihren Schulabschluss an der New Lincoln School in New York, wo sie bei der schwarzen Psychologin Mamie Phipps Clark lebte.
Nach ihrem Schulabschluss studierte Brown zunächst an der Southern Illinois University Journalistik und später an der Laurentian University und der Carleton University Sozialarbeit. Seitdem ist sie als Aktivistin in verschiedenen Bereichen tätig. Brown hat an mehreren Universitäten und Colleges zu Sozialarbeit gelehrt und von 1999 bis 2001 als Deputy Assistant Secretary for Workforce Diversity im Innenministerium der Vereinigten Staaten gedient.
Minnijean Brown Trickey wurde wie die anderen Little Rock Nine für ihren Einsatz für die Bürgerrechtsbewegung vielfach geehrt. 1958 wurden die Little Rock Nine gemeinsam mit einer ihrer wichtigsten Helferinnen, Daisy Bates, mit der Spingarn Medal ausgezeichnet. Der Präsident Bill Clinton ehrte die Little Rock Nine 1999 mit der Congressional Gold Medal.
Brown heiratete 1967 den Meeresbiologen Roy Trickey. Das Paar hat sechs Kinder und schied sich in den 1980ern.